# Rue Saulnier
La rue Saulnier est une voie du 9e arrondissement de Paris, en France.

## Situation et accès
La rue Saulnier est une voie publique située dans le 9e arrondissement de Paris. Elle débute aux 34-40, rue Richer et se termine au 29, rue Bleue.

## Origine du nom
Le nom de la rue Saulnier est issu de l'ancienne famille parisienne du même nom ; famille nombreuse et aisée, propriétaire des « terres en marais » avec maison aux XVIIe et XVIIIe siècles, voire bien avant (correspondant à l'actuelle rue Saulnier, rue Bleue et autres) ; famille de maîtres jardiniers, de bourgeois de Paris, principalement. Famille alliée aux familles Baudin, Cliquet, Baron, Sebret, etc., également familles parisiennes de maîtres jardiniers, propriétaires terriens.

## Historique
Cette voie est ouverte en 1787 par le propriétaire Rigoulot Saulnier. Elle a porté jusqu'en 1902 le nom de « passage Saulnier », et était alors fermée par des grilles.

## Bâtiments remarquables et lieux de mémoire
Jacques Offenbach s'installe au no 25 en 1844 juste après son mariage avec Herminie d'Alcain.
Jules Verne a vécu au no 18 en 1861.

Dans les années 1900, le no 25 accueille la légation du Guatemala.

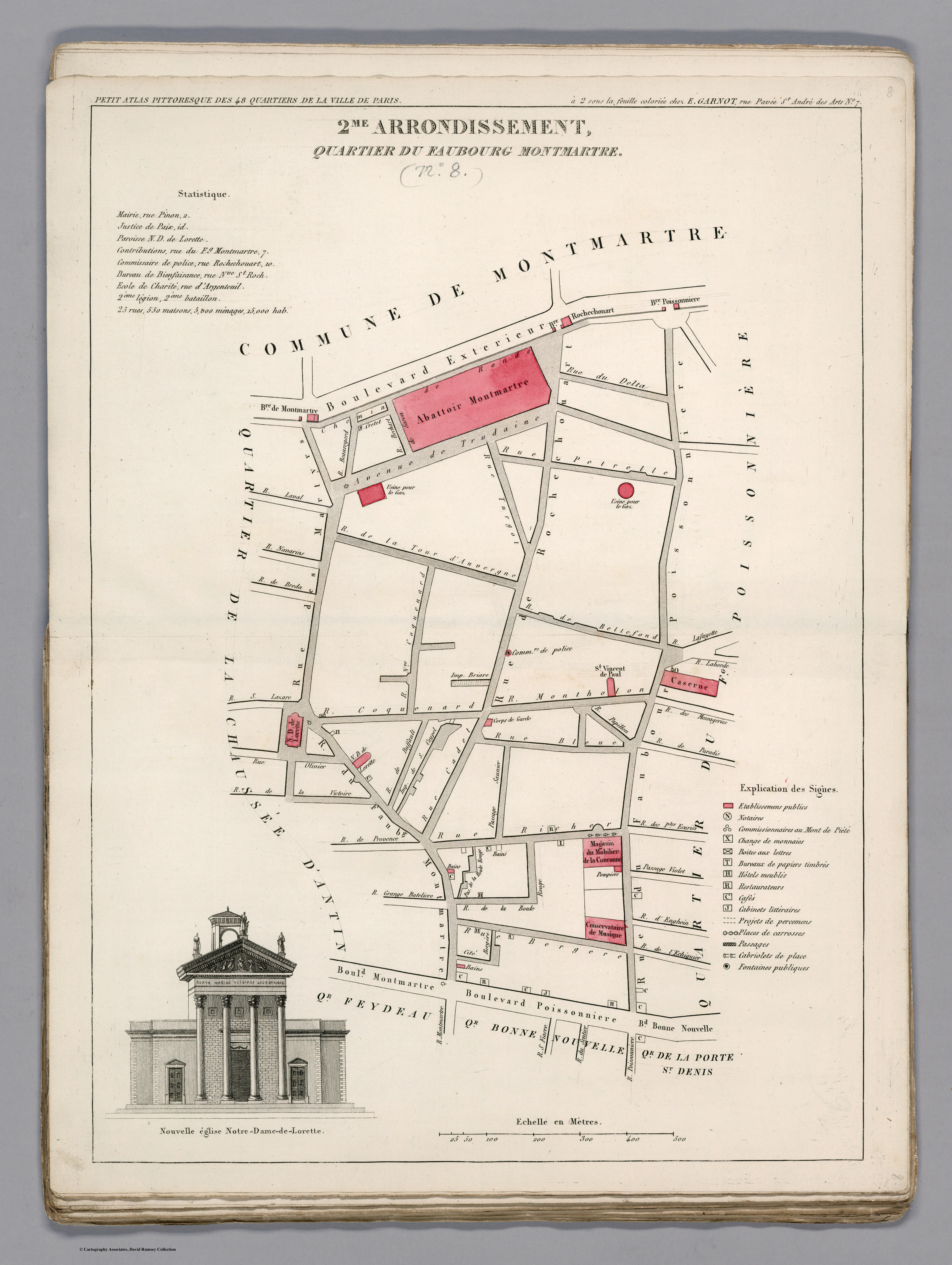
Plan du quartier du Faubourg Montmartre dans l'ancien 2e arrondissement en 1834.